# 1991 en Palestine
Chronologie de la Palestine
- 1987
- 1988
- 1989
- 1990
- 1991
- 1992
- 1993
- 1994
- 1995

Cette page concerne les événements survenus en 1991 en Palestine :

## Évènements
- Première intifada (1987-1993)
- Soutien palestinien à l'Irak pendant la guerre du Golfe (en)
- 1er juillet :  L'Eswatini reconnait l’État de Palestine[1].
- 30 octobre-1er novembre : Conférence de Madrid
- décembre à janvier 1992 : Couvre-feu à Ramallah (en)

## Créations
- Centre de conservation de l'architecture (en)
- Centre du patrimoine palestinien (en)
- Fatah Hawks
- Parti communiste palestinien (1991) (en)
- Université al-Azhar de Gaza
- Université ouverte d'Al-Quds

## Dissolution
- Front palestinien du salut national

## Décès
- Assassinat de Salah Khalaf, fondateur du Fatah, numéro 2 de l'OLP.